# مقاطعة نابا (كاليفورنيا)
مقاطعة نابا (بالإنجليزية: Napa County)‏ هي إحدى مقاطعات ولاية كاليفورنيا في الولايات المتحدة الأمريكية.

## أعلام
- جيم ماكيلروي
- إدوين ثيلي
- إيلين وايت
- ستيفن حزقيال
- دانا كاري